# Lynchia bucerotina
Lynchia bucerotina är en tvåvingeart som beskrevs av Maa 1969. Lynchia bucerotina ingår i släktet Lynchia och familjen lusflugor. Inga underarter finns listade i Catalogue of Life.